# Oud-Heverlee Löwen
Oud-Heverlee Löwen ist ein belgischer Fußballverein aus Löwen.

## Geschichte
Der Verein wurde am 20. Dezember 1957 als Football Club Zwarte Duivels Oud-Heverlee gegründet und trat ein Jahr später dem belgischen Verband bei. Lange Zeit spielte der Verein nur unterklassig. 2000 gelang vor dem Stadtrivalen Stade Löwen der Meistertitel in der vierten Liga, der Vierde Klasse/Division 4. In der dritten Liga gelang in der ersten Saison ein siebter Platz. 2002 beendete die Mannschaft die Saison als Vizemeister hinter KAS Eupen und qualifizierte sich damit für die Relegationsspiele, scheiterte dort jedoch am KFC Vigor Wuitens Hamme.
Nach dem Ende der Saison 01/02 verschwanden die Ortsrivalen Stade Löwen und Koninklijke Daring Club Löwen von der Bildfläche. Da gleichzeitig der Klub seinen Namen in Oud-Heverlee Löwen änderte, wird behauptet, dass die beiden Vereine mit Oud-Heverlee fusioniert hätten. Dies ist aber nicht geschehen, vielmehr stellte Stade den Spielbetrieb wegen Überschuldung ein und Daring Club existierte bis Januar 2003.
2003 gelang erneut der Vizemeistertitel, dieses Mal hinter AFC Tubize. In der Relegation erreichte man das Finale, das allerdings im Elfmeterschießen gegen Eendracht Aalst verloren wurde. Obwohl KV Ostende im Halbfinale geschlagen wurde, stieg dieser nach dem Lizenzentzug für Berchem Sport in die zweite Liga auf.
2004 beendete Oud-Heverlee die Saison als Dritter hinter Royale Union Saint-Gilloise und KVSK United Overpelt-Lommel. In der folgenden Saison gelang wiederum die Vizemeisterschaft, Zweitligist CS Visé wurde im Endspiel der Relegation mit 4:2 nach Verlängerung geschlagen und damit der Aufstieg in die Tweede Klasse/Division 2 perfekt gemacht.
In der ersten Saison in der Zweitklassigkeit erreichte Oud-Heverlee den sechsten Platz. Nach einem fünften Platz in der zweiten Saison wurde mit dem 3. Platz in der Saison 2007/08 der Aufstieg in die Erste Division knapp verpasst. Der Klub bestätigte den Aufwärtstrend in den folgenden Jahren nicht und platzierte sich im Mittelfeld der zweithöchsten Spielklasse. Die Saison 2010/11 wurde mit dem ersten Tabellenplatz abgeschlossen; der Aufstieg in die Jupiler Pro League erreicht. In der Saison 2011/12 erreichte Löwen den 14. Tabellenplatz und schaffte hierdurch den Klassenerhalt. Das Team wurde in der Spielzeit 2013/14 Vorletzter und stieg nach verlorenen Playoffs um den Verbleib in der Liga in die 2. Division ab.
Im Folgejahr gewann der Verein die erste Tranche in der zweiten Division und war somit teilnahmeberechtigt an der Relegationsrunde zur ersten Division. Da man diese gewann, stieg Oud-Heverlee zur Saison 2015/16 wieder in die erste Division auf. Dort belegte man mit einem Punkt Rückstand am Ende der Saison den letzten Platz, so dass es zum erneuten Abstieg kam.
In der Saison 2016/17 belegte man dort den 7. Platz, so dass man an der Abstiegsrunde teilnehmen musste. Dort konnte Oud-Heverlee sich durch Platz 2 retten. Im Folgejahr belegte der Verein am Ende der Saison Platz 2. Da man aber keine der Tranchen gewonnen hatte, konnte er nicht an den Aufstiegsspielen teilnehmen, sondern nur an den Play-off 2 der ersten Division. Dort belegte Oud-Heverlee am Ende Platz 4.
In der Saison 2018/19 belegte man am Ende beide Tranchen erneut Platz 7, so dass man erneut an der Abstiegsrunde teilnehmen musste. In dieser Situation wurde Anfang Februar 2019 Vincent Euvrard als neuer Trainer verpflichtet. Ihm gelang es, dass Oud-Heverlee am Ende der Abstiegsrunde Platz 1 belegte und daher in der zweiten Division verbleibt. Im Folgejahr gewann Löwen die erste Tranche. Da K Beerschot VA die zweite Tranche gewann, finden die Aufstiegsspiele gegen diesen Verein statt. In der Gesamttabelle erreichte Löwen lediglich Platz 3.
Das erste Aufstiegsspiel verlor Löwen auswärts 0:1; das zweite Spiel wurde wegen der COVID-19-Pandemie zunächst abgesagt und schließlich auf den 2. August 2020 verlegt.
Am 9. Juni 2020 gab der Verein die Trennung vom bisherigen Trainer Euvrard bekannt. Am 16. Juni 2020 wurde Marc Brys als neuer Trainer bis zum Ende der Saison 2021/22 verpflichtet. Mitte November 2020 wurde sein Vertrag bis zum Ende der Saison 2023/24 verlängert.
Am 8. November 2023 gab der Verein die Verpflichtung von Óscar García bekannt.

## Kader der Saison 2024/25
Stand: 9. April 2025
| Nummer     | Spieler                | Nationalität                 | im Verein seit | letzter Verein         | Geburtsdatum |          |          |
| Torhüter   | Torhüter               | Torhüter                     | Torhüter       | Torhüter               | Torhüter     | Torhüter | Torhüter |
| ---------- | ---------------------- | ---------------------------- | -------------- | ---------------------- | ------------ | -------- | -------- |
| 01         | Tobe Leysen            | Belgien                      | 2023           | KRC Genk               | 09.03.2002   |          |          |
| 16         | Maxence Prévot         | Frankreich                   | 2023           | FC Sochaux             | 09.04.1997   |          |          |
| 61         | Oven Jachmans          | Belgien                      | 2022           | eigene Jugend          | 28.01.2003   |          |          |
| 71         | Théo Radelet           | Belgien                      | 2024           | eigene Jugend          | 15.11.2007   |          |          |
| Abwehr     |                        |                              |                |                        |              |          |          |
| 03         | Antef Tsoungui         | Belgien                      | 2024           | Feyenoord Rotterdam    | 30.12.2002   |          |          |
| 05         | Takuma Ōminami         | Japan                        | 2024           | Kawasaki Frontale      | 13.12.1997   |          |          |
| 14         | Federico Ricca         | Uruguay                      | 2022           | FC Brügge              | 01.12.1994   |          |          |
| 27         | Óscar Gil              | Spanien                      | 2023           | Espanyol Barcelona     | 26.04.1998   |          |          |
| 28         | Ewoud Pletinckx        | Belgien                      | 2022           | SV Zulte Waregem       | 10.10.2000   |          |          |
| 30         | Takahiro Akimoto       | Japan                        | 2024           | Urawa Red Diamonds     | 31.01.1998   |          |          |
| 34         | Roggerio Nyakossi      | Schweiz                      | 2025           | Olympique Marseille B  | 13.01.2004   |          |          |
| 58         | Hasan Kuruçay          | Turkei                       | 2024           | Eintracht Braunschweig | 31.08.1997   |          |          |
| 63         | Christ Souanga         | Belgien                      | 2024           | eigene Jugend          | 23.10.2006   |          |          |
| 66         | Ayumu Ōhata            | Japan                        | 2025           | Urawa Red Diamonds     | 27.04.2001   |          |          |
| 77         | Thibault Vlietinck     | Belgien                      | 2020           | FC Brügge              | 19.08.1997   |          |          |
| Mittelfeld |                        |                              |                |                        |              |          |          |
| 04         | Birger Verstraete      | Belgien                      | 2024           | Aris Saloniki          | 16.04.1994   |          |          |
| 06         | Ezechiel Banzuzi       | Niederlande                  | 2023           | NAC Breda              | 16.02.2005   |          |          |
| 08         | Siebe Schrijvers       | Belgien                      | 2021           | FC Brügge              | 18.07.1996   |          |          |
| 10         | Youssef Maziz          | Frankreich                   | 2023           | FC Metz                | 10.05.2002   |          |          |
| 21         | William Balikwisha     | Kongo Demokratische Republik | 2024           | Standard Lüttich       | 12.05.1999   |          |          |
| 25         | Manuel Osifo           | Belgien                      | 2024           | KV Oostende            | 31.01.2003   |          |          |
| 33         | Mathieu Maertens       | Belgien                      | 2017           | Cercle Brügge          | 27.03.1995   |          |          |
| 55         | Wouter George          | Belgien                      | 2025           | eigene Jugend          | 03.03.2002   |          |          |
| Angriff    |                        |                              |                |                        |              |          |          |
| 7          | Thibaud Verlinden      | Belgien                      | 2025           | K Beerschot VA         | 09.07.1999   |          |          |
| 9          | Lequincio Zeefuik      | Niederlande                  | 2025           | AZ Alkmaar             | 26.11.2004   |          |          |
| 19         | Chukwubuikem Ikwuemesi | Nigeria                      | 2024           | US Salernitana         | 05.08.2001   |          |          |
| 22         | Jovan Mijatović        | Serbien                      | 2025           | New York City FC       | 11.07.2005   |          |          |
| 23         | Stefan Mitrović        | Serbien                      | 2024           | Hellas Verona          | 15.08.2002   |          |          |

## Vorstand
Im Mai 2017 übernahm die King Power-Gruppe die Anteile an Oud-Heverlee Löwen. In der Folge übernahm auch Vichai Srivaddhanaprabha als Inhaber von King Power den Vereinsvorsitz vom bisherigen Vorsitzenden Chris Vandebroeck. Nachdem Vichai Srivaddhanaprabha am 27. Oktober 2018 bei einem Hubschrauber-Absturz ums Leben gekommen war, blieb die Position des Vereinsvorsitzenden zunächst unbesetzt.
Am 8. August 2019 wurde der Sohn des Verstorbenen und bisheriger stellvertretende Vorsitzende Aiyawatt Srivaddhanaprabha zum neuen Vorsitzenden ernannt.